# Pierre Antoine Michaud
Pour les articles homonymes, voir Pierre Michaud et Michaud.
Pierre Antoine Michaud, né le 23 mai 1746 à Villers-lès-Luxeuil (Haute-Saône), mort le 14 septembre 1808 à Montmédy (Meuse), est un général français de la Révolution et de l’Empire.

## Famille
Pierre-Antoine Michaud est issu d'une famille de Franche-Comté, originaire de Villers-lès-Luxeuil (Haute-Saône), où ses parents étaient cultivateurs,. Il est fils de Jean-Baptiste Michaud, laboureur et de Jeanne-Françoise Compain.

## États de service
Il entre en service le 7 mai 1766 au régiment d’infanterie de la marine, il passe caporal le 1er mars 1768. De 1768 à 1769 il sert en Corse, où il est blessé à la jambe gauche le 9 mai 1769 à la bataille de Ponte-Novo. Il est nommé sergent le 19 décembre 1772, et le 25 mars 1776, il est affecté au régiment d'Auxerrois.
De 1778 à 1783, il participe à la guerre en Amérique, et il est promu au grade de sergent-major le 1er mai 1778. Il est blessé d’un coup de feu à la main droite le 15 décembre 1778 au combat de Sainte-Lucie. Il passe adjudant le 1er septembre 1780, lieutenant le 1er octobre 1790, et adjudant-major le 15 décembre 1791. Il est fait chevalier de Saint-Louis le 18 décembre 1791.
Le 1er mai 1792 il est nommé capitaine, et le 23 mai suivant il rejoint le 12e régiment d’infanterie. Il sert à l’armée du Nord ainsi qu’à l’armée des Ardennes, et il devient chef de bataillon le 12 août 1793. Il est promu général de brigade le 27 janvier 1794 à l’armée des Ardennes, et général de division le 19 mars suivant à l’armée du Nord. En avril 1794, il commande la division de Dunkerque, et il participe à la campagne en Flandre à la tête de la 1re division d’infanterie le 11 juillet 1794.
Le 18 mars 1795 il commande la division des Flandres à Bruges, et le 13 juin suivant il n’est pas inclus dans la réorganisation des états-majors. Il est mis en congé de réforme le 1er septembre 1797. Il est admis à la retraite le 24 novembre 1803. Il est fait chevalier de la Légion d’honneur le 11 décembre 1803, et commandeur de l’ordre le 14 juin 1804.
Il meurt le 14 septembre 1808, à Montmédy.

## Distinctions
- Chevalier de l'ordre royal et militaire de Saint-Louis (18 décembre 1791)
- Commandeur de la Légion d'honneur (14 juin 1804)

## Sources
- Louis Suchaux, « Galerie biographique du département de la Haute-Saône, Vesoul ,1864, page 237. »
- (en) « Generals Who Served in the French Army during the Period 1789 - 1814: Eberle to Exelmans »
- Thierry Pouliquen, « Les généraux français et étrangers ayant servis [sic] dans la Grande Armée » (consulté le 19 juin 2014)
- « Cote LH/1861/41 », base Léonore, ministère français de la Culture
- Georges Six, Dictionnaire biographique des généraux & amiraux français de la Révolution et de l'Empire (1792-1814) Paris : Librairie G. Saffroy, 1934, 2 vol.